# José Horacio Bethonico
José Horacio Bethonico (Itabira, 15 de outubro de 1909) foi um político brasileiro do estado de Minas Gerais. Atuou como deputado estadual em Minas Gerais durante a 4ª legislatura (1959-1963).
Horacio Bethonico foi também deputado federal por Minas Gerais.